# Dubbelkoriandrar
Dubbelkoriandrar (Bifora) är ett släkte i familjen flockblommiga växter.

## Arter
Enligt Plants of the World Online och World Flora Online omfattar släktet tre arter:
- Bifora americana, amerikansk strålkoriander
- Bifora radians, strålkoriander
- Bifora testiculata, dubbelkoriander

Enligt Catalogue of Life förs B. americana i stället till det egna släktet Atrema.